# Afroedura namaquensis
Afroedura namaquensis — вид геконоподібних ящірок родини геконових (Gekkonidae). Ендемік Південно-Африканської Республіки.

## Поширення і екологія
Afroedura namaquensis мешкають в регіоні Малого Намакваленду на заході Північнокапської провінції. Вони живуть на сухих пустищах кару, серед гранітних валунів, в тріщинах серед скель. Зустрічаються на висоті від 200 до 900 м над рівнем моря.